# Tomasz Ciągło
Tomasz Ciągło (ur. 7 marca 1850 w Podegrodziu, zm. 11 maja 1912 w Podegrodziu) – kowal i polityk ludowy, poseł do austriackiej Rady Państwa.
Ukończył szkołę ludową w Podegrodziu pod Nowym Sączem. Był kowalem i właścicielem gospodarstwa w Podegrodziu. Pełnił funkcję wójta Podegrodzia. W 1882 inicjator i założyciel ochotniczej straży pożarnej w Podegrodziu. Od 1892 jeden z organizatorów obok Stanisław Potoczka szkoły dla gospodyń wiejskich w Podegrodziu (1912). Jeden z pierwszych działaczy ludowych w Galicji. W 1893 był współorganizatorem Związku Stronnictwa Chłopskiego, lokalnej organizacji chłopskiej działającej w powiecie nowosądeckim – w latach 1893-1900 członek Zarządu Głównego tej partii. Od 1901 działacz Polskiego Stronnictwa Ludowego, w latach 1908-1912 członek Rady Naczelnej. Pisał liczne artykuły do „Związku Chłopskiego” i „Przyjaciela Ludu”.
W 1901 z listy PSL bezskutecznie kandydował do Sejmu Krajowego. Poseł do austriackiej Rady Państwa XI kadencji (17 lutego 1907 – 30 marca 1911), z listy PSL wybrany w okręgu nr 48 (Nowy Sącz-Muszyna). Członek grupy posłów PSL i Koła Polskiego w Wiedniu.